# امیر فقری
امیر فقری (متولد ۲۷ فروردین ۱۳۳۰ در اصفهان) استاد تمام دانشگاه کنتیکت آمریکا در رشته مهندسی مکانیک است و تاکنون فعالیت‌های متعددی را در زمینه‌های مختلف مهندسی و تحت سمت‌هایی نظیر رئیس، مدرس و پژوهشگر انجام داده است. از جمله مهم‌ترین مسئولیت‌های فقری می‌توان به ریاست گروه مهندسی مکانیک دانشگاه کنتیکت طی سال‌های ۱۹۹۴ تا ۱۹۹۸، عضویت در هسته مرکزی دانشکده مهندسی همین دانشگاه طی سال‌های ۱۹۹۸ تا ۲۰۰۶ و ریاست در بخش مهندسی حرارت و سیالات شرکت یونایتد تکنولوژی طی سال‌های ۲۰۰۴ تا ۲۰۱۰ اشاره کرد. شهرت فقری بیش‌تر مرهون پژوهش‌ها و فعالیت‌های وی در زمینه انتقال حرارت و تألیف صدها مقاله علمی است؛ فقری از پیشگامان تکنولوژی لوله گرمایی و مهندسی سیستم‌های انرژی گرمایی است و کتاب مشهور «دانش و تکنولوژی لوله گرمایی» نیز از جمله آثار اوست.

## بیوگرافی و تحصیلات
فقری دوران کودکی و اوایل نوجوانی خود را در ایران و در شهر اصفهان گذراند. هنوز پنج سالگی امیر به پایان نرسیده بود که وی متحمل غم از دست دادن مادر شد و پدرش به تنهایی وظیفه پرورش او را بر عهده گرفت. پدر امیر که خود دامپزشک بود، نقش بسیار مهمی در علاقه‌مند شدن امیر به ریاضیات و مهندسی ایفا کرد و در نهایت با در نظر گرفتن استعداد و ذوق و علاقه‌ای که در امیر دیده بود، مقدمات شروع تحصیلات عالی را برای وی در آمریکا فراهم کرد. امیر با کسب کردن بورسیه تحصیلی کامل در رشته مهندسی مکانیک از دانشگاه ایالتی اورگن در سال ۱۹۷۰ عازم کاروالیس شد. تنها سه سال پس از شروع دوره کارشناسی وی مدرک کارشناسی خود را دریافت کرد. در طی دوران کارشناسی امیر متوجه علاقه وافر خود در زمینه انتقال حرارت و جرم شده بود و جیمز ولتی نیز از جمله اعضای هیئت علمی دانشگاه ایالتی اورگن بود که امیر را در این زمینه یاری کرد. پس از فارغ‌التحصیلی از دوره کارشناسی، امیر توانست برای دوران تحصیلات تکمیلی از دانشگاه کالیفرنیا در برکلی پذیرش همراه با بورسیه کامل دریافت کند. امیر دوران تحصیلات تکمیلی خود را در رشته مهندسی مکانیک و به سرپرستی رالف سِبان گذراند و مدارک کارشناسی ارشد و دکترای خود را به ترتیب در سال‌های ۱۹۷۴ و ۱۹۷۶ دریافت کرد. علاقه، پشت‌کار، خلاقیت و بداعت او در زمینه مهندسی مکانیک سیالات و حرارت به حدی بالا بود که وی توانست تمامی مدارج تحصیلات عالی را ظرف مدت شش سال با موفقیت تمام به پایان برساند.

## مشاغل
در سال ۱۹۷۶ و بلافاصله پس از اتمام دوران تحصیلات در آمریکا، فقری عازم وطن خود، ایران شد و در دانشگاه آریامهر (صنعتی شریف کنونی) تدریس را آغاز کرد. وی از جمله افراد تأثیرگذار و مهم در سازمان‌دهی اعضای علمی و مدریت دانشگاه صنعتی اصفهان در سال ۱۹۷۷ به شمار می‌رود. فقری تا سال ۱۹۸۰ (یعنی اندکی پس از انقلاب ایران) در دانشگاه صنعتی اصفهان به عنوان عضو هیئت علمی در گروه انرژی این دانشگاه باقی ماند (این گروه‌ها هم‌اکنون به دو دانشکده مهندسی مکانیک و مهندسی شیمی تفکیک شده‌است). در سال ۱۹۸۱، چانگ-لین تیِن، رئیس وقت دانشگاه کالیفرنیا، خود شخصاً از فقری دعوت کرد تا به عنوان استاد مدعو برای تدریس ترمودینامیک و دروس مرتبط با انرژی به دانشگاه کالیفرنیا در برکلی بپیوندد. در سال ۱۹۸۲، فقری به عنوان عضو هیئت علمی به دانشگاه ایالتی رایت پیوست و در سال ۱۹۸۹ حائز مرتبه استاد طلایه‌دار و ممتاز «براگ» شد. فقری فعالیتش را در همین دانشگاه توسعه داد و توانست در همان دوران آزمایشگاه و گروه پژوهشی انتقال حرارت ممتازی را در سطح دانشگاه‌های ملی آمریکا گردهم بیاورد. آزمایشگاه فقری در آن دوران به‌طور عمده مأمور به انجام فعالیت‌های مربوط به ناسا و نیروی هوایی ارتش آمریکا بود.
در سال ۱۹۹۴ فقری به عنوان استاد تمام به جرگه اعضای هیئت علمی دانشگاه کنتیکت پیوست و ریاست دانشکده مهندسی مکانیک را تا سال ۱۹۹۸ بر عهده داشت. تلاش‌های فقری به عنوان رئیس گروه مهندسی مکانیک و رئیس دانشکده مهندسی دانشگاه کنتیکت باعث شد تا در آن دوران دانشگاه کنتیکت به عنوان یکی از برجسته‌ترین دانشگاه‌ها در زمینه مهندسی شناخته شود و در رتبه‌بندی‌های دانشگاهی، مقام‌هایی تکرارنشدنی را کسب کند . وی با اتخاذ سیاست‌های تشویقی و ارتباط با صنعت بسیار مؤثری، توانست شمار فارغ‌التحصیلان ممتاز این دانشکده و هم‌چنین تعداد و میزان بورس‌های تحصیلی را در این دانشگاه افزایش دهد و جایگاه دانشکده مهندسی کنتیکت را به عنوان دانشکده‌ای مناسب برای تحصیلات تکمیلی ارتقا ببخشد. امیر فقری به همراه تئودور برگمان از مؤسسان مرکز جهانی پیل‌های سوختی دانشگاه کنتیکت به شمار می‌روند.

## فعالیت‌های علمی شاخص
تا کنون امیر فقری به عنوان مشاور علمی و ویراستار در شمار زیادی از مراکز، محافل و مجلات علمی معتبر در حوزه انتقال حرارت و مهندسی همکاری داشته‌است. از جمله آن‌ها می‌توان به آزمایشگاه‌های ملی لس آلاموس و اوک ریج، اکسون‌موبیل، فوجیکورا، اینتل و شرکت یاتاقان RBC اشاره کرد. تاکنون قردادهای متعددی میان فقری و مراکزی نظیر بنیاد ملی علوم، وزرات‌های انرژی، آموزش و دفاع آمریکا، ناسا و بوئینگ منعقد شده‌است. وی از جمله نظریه‌پردازان و پیشتازان فناوری‌های نوین حوزه مکانیک سیالات و انتقال حرارت به شمار می‌رود و نقش مهمی در توسعه و به‌کارگیری فناوری‌های نظیر لوله حرارتی، مبدل‌های حرارتی و پیل‌های سوختی در سیستم‌های تبادل انرژی 
دوفازی بزرگ‌مقیاس و ریزمقیاس (میکرو) داشته‌است. از جمله تأثیرگذارترین فعالیت‌های فقری در دهه ۱۹۹۰ جلوه‌گر شد و استفاده از فناوری لوله گرمایی به عنوان روش اصلی در خنک‌سازی تجهیزات الکتریکی به کار گرفته شد. فقری توانسته بود تا به کمک تعداد زیادی لوله حرارتی ریزمقیاس، تبادل شار حرارتی بالایی را در چیپست‌های لپ تاپ امکان‌پذیر کند و از این فناوری هم‌اکنون نیز در ریزپردازنده‌ها استفاده می‌شود.
از دیگر فعالیت‌های بارز فقری می‌توان به نظرات او دربارهٔ پدیده‌های انتقال حرارت و جرم در فیلم‌های نازک مایع، انجماد و گداخت مواد، تبخیر و میعان، همرفت در شرایط ریزگرانش و برخورد جت مایع با سرعت‌های بالا اشاره کرد. در دهه ۱۹۷۰ فعالیت‌های وی نقش مهم موج‌های بین‌سطحی را در تبخیر و میعان فیلم مایع تبیین کرد و پژوهش‌های آن زمان فقری هم‌اکنون به عنوان یکی از مباحث مورد توجه در مجامع علمی بین‌المللی به شمار می‌رود.
تاکنون چهار کتاب از امیر فقری به چاپ رسیده است؛ «محاسبات و اندازه‌گیری در علوم حرارتی» در سال ۱۹۹۱، «دانش و تکنولوژی لوله‌های گرمایی» در سال ۱۹۹۵ (بنا بر آمار گوگل اسکالر، این کتاب پراستنادترین سند در زمینه لوله‌های گرمایی است )، «پدیده‌های انتقال در سیستم‌های چندفازی» در سال ۲۰۰۶ و «انتقال حرارت و جرم پیشرفته» در سال ۲۰۱۰.

## افتخارات و جوایز
- برنده جایزه ترموفیزیک مؤسسه آمریکایی هوانوردی و فضانوردی در سال ۱۹۹۸
- دریافت جایزه یادبود انتقال حرارت از سوی انجمن مهندسان مکانیک آمریکا
- مدال طلای «جیمز هری» انجمن مهندسان مکانیک آمریکا در سال ۲۰۰۵
- جایزه یادبود مکس ژاکوب از سوی انجمن مهندسان مکانیک آمریکا و انجمن مهندسان شیمی آمریکا در سال ۲۰۱۰ (بالاترین جایزه در زمینه انتقال حرارت و جرم)